# Stvolínky
Stvolínky település Csehországban, Česká Lípa-i járásban. Stvolínky Kozly, Žandov, Stružnice, Holany, Blíževedly és Kravaře településekkel határos. Lakosainak száma 328 fő (2024. január 1.).

## Népesség
A település lakosságának változását az alábbi diagram mutatja:
| Lakosok száma | 1194 | 980  | 820  | 495  | 277  | 289  | 336  | 330  | 320  | 328  |
|               | 1869 | 1890 | 1921 | 1950 | 1980 | 2001 | 2017 | 2019 | 2022 | 2024 |